# Alexandre Antigna
Jean-Pierre-Alexandre Antigna (Orleães, 7 de março de 1817 – Paris, 28 de fevereiro de 1887) foi um pintor francês do realismo.

## Galeria

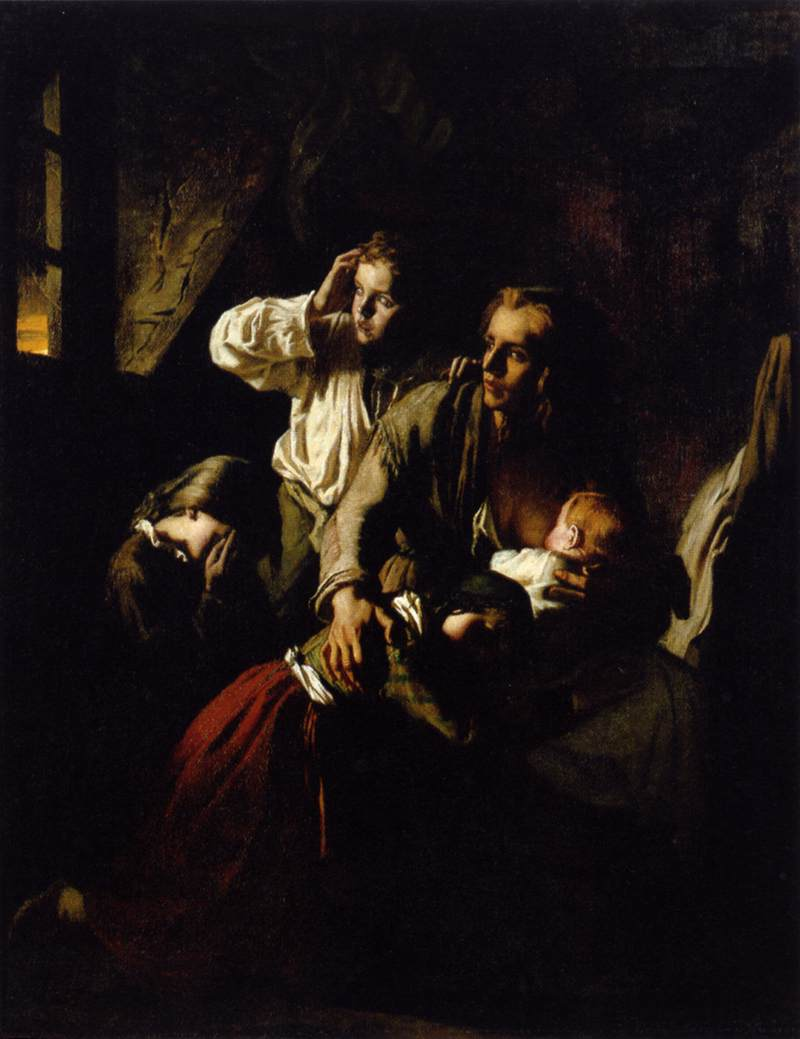
O relâmpago
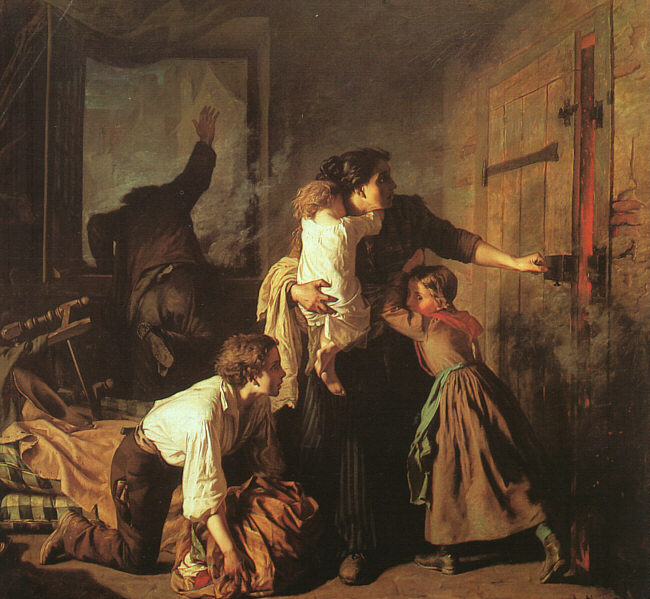
O incêndio, 1850-51, óleo sobre tela, Museu das Belas-Artes de Orléans.
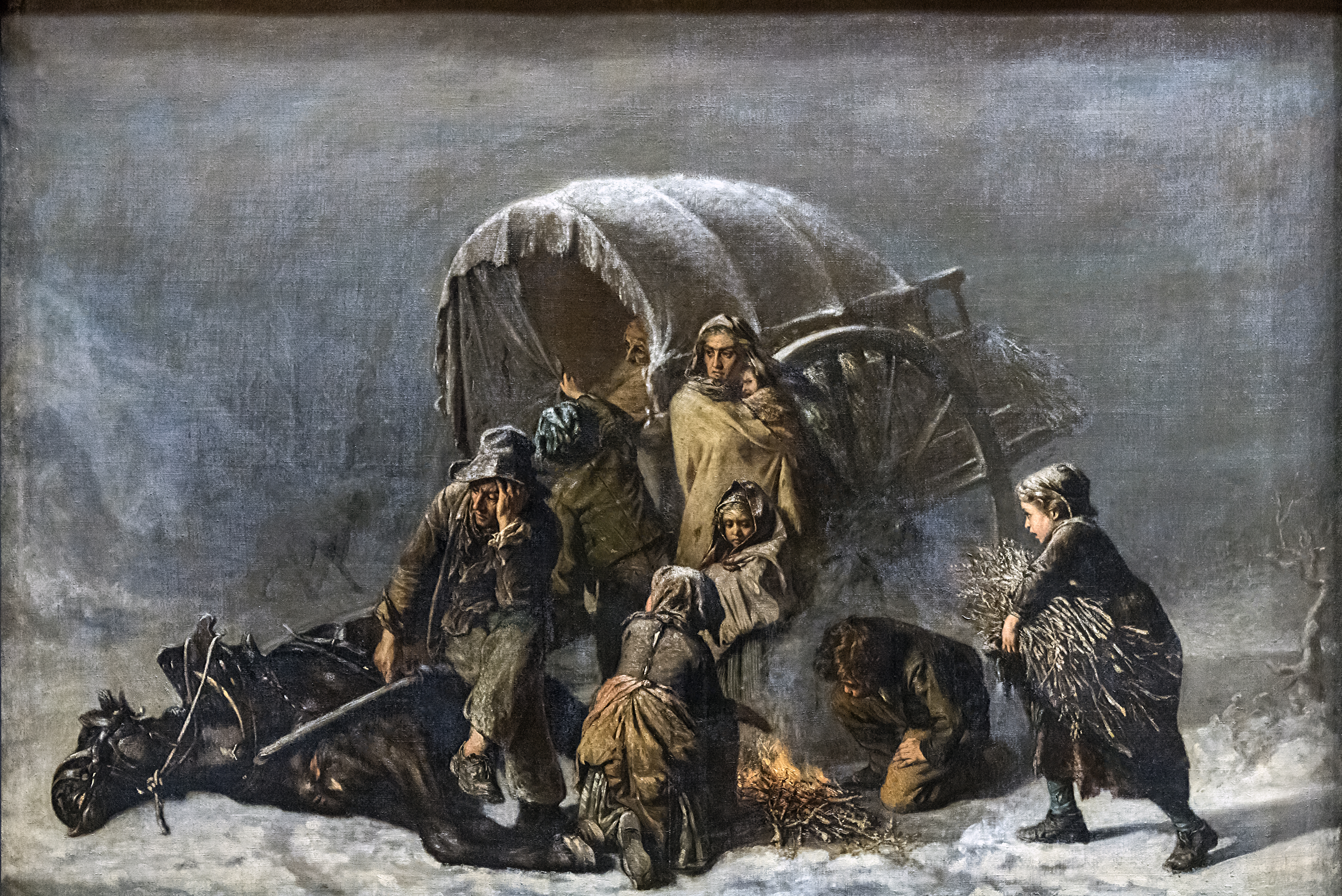
A parada forçada 1855
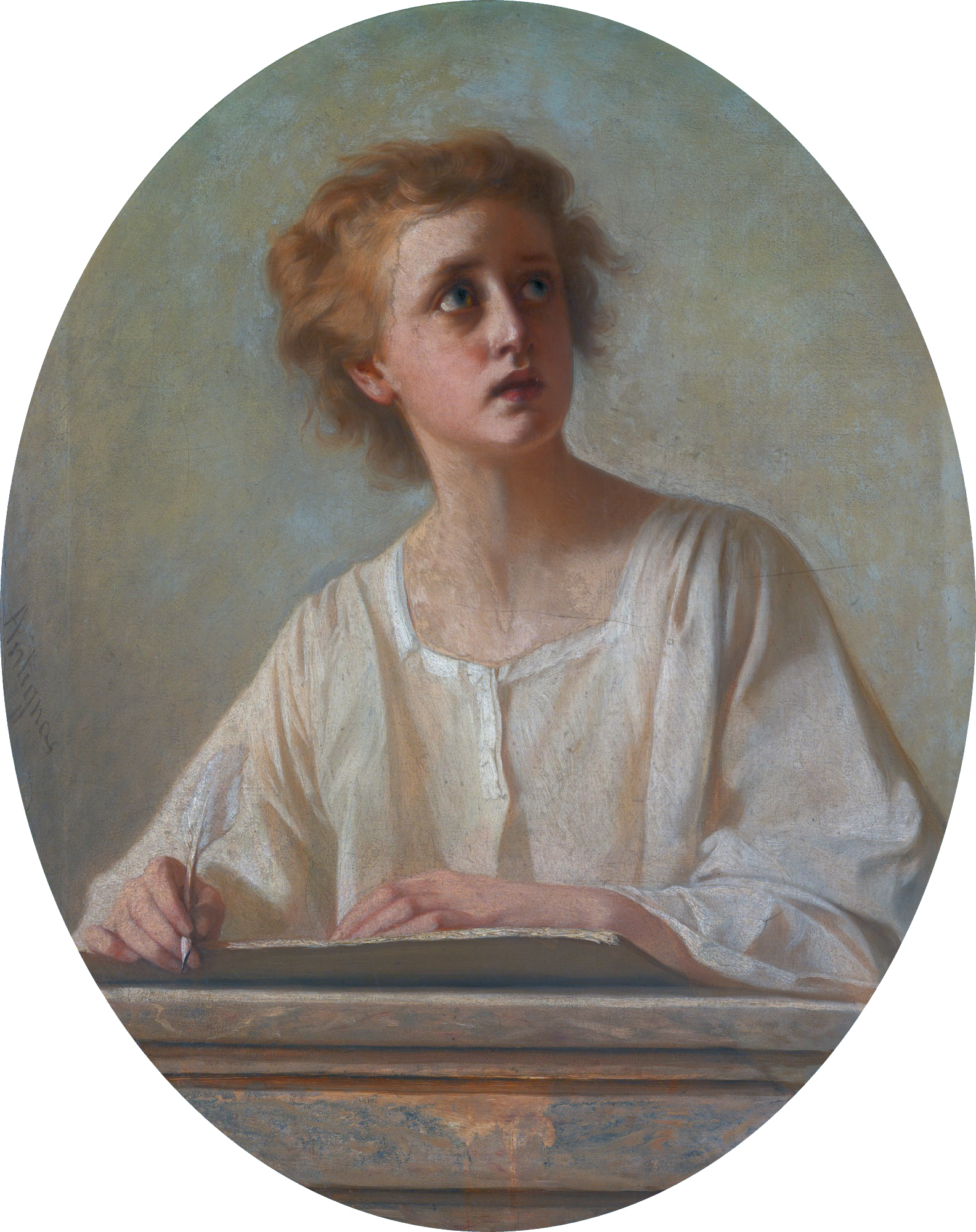
Criança na carteira